# Auliscomys pictus
Auliscomys pictus és una espècie de mamífer rosegador de la família dels cricètids. Viu a altituds d'entre 3.400 i 4.900 msnm al centre del Perú i el nord-oest de Bolívia. Ocupa diversos hàbitats montans, tant secs com humits, incloent-hi herbassars, matollars i zones rocoses. És una espècie en risc mínim, és a dir, no sembla que hi hagi cap amenaça significativa per a la seva supervivència.